# Гюндероде, Каролина фон
Каролина фон Гюндероде (нем. Karoline Friederike Louise Maximiliane von Günderrode, 11 февраля 1780, Карлсруэ — 26 июля 1806, Винкель, Рейн Верхний) — немецкая поэтесса-романтик.

## Биография
Дочь надворного советника и писателя, семья принадлежала к франкфуртскому патрициату. Отец умер, когда девочке было 6 лет. Воспитывалась во франкфуртской обители для знатных дам. Дружила с Беттиной фон Арним и всем семейством Брентано. Выход её дебютной книги стихов приветствовал Гёте.
Её первой большой и безответной любовью был Фридрих Карл фон Савиньи (в 1804 он женился на Кунигунде Брентано, сестре Беттины фон Арним и Клеменса Брентано). В 1804 году сблизилась с филологом-античником, исследователем мифологий мира Фридрихом Крейцером, который был женат и не мог разделить её чувство. В отчаянии покончила с собой, бросившись в Рейн.

## Произведения
- 1804 Gedichte und Phantasien (под псевдонимом Тиан)
- 1805 Poetische Fragmente
- 1805 Udohla (драма)

## Посмертная судьба
Очерк о дружбе Гюндероде и Беттины фон Арним (1915) принадлежит А.Герцык. Повесть о поэтессе Нет места. Нигде написала Криста Вольф (1979, рус. пер. 1983). Немецкая писательница и журналистка Вальтрауд Шаде создала о Гюндероде пьесу Смерть на Рейне (2006). Поэтесса стала также героиней оперы немецкого композитора Райнера Рубберта по либретто Тани Лангер Клейст (2008).

## Новейшие издания
- Sämtliche Werke und ausgewählte Studien. Historisch-Kritische Ausgabe. Bd.1-3/ Hrsg. von Walter Morgenthaler. Basel; Frankfurt/Main: Stroemfeld/Roter Stern, 1990—1991

## Публикации на русском языке
- [Стихотворения]// Поэзия немецких романтиков. М.: Художественная литература, 1985, с.244-245